# Damarsi
Damarsi is een bestuurslaag in het regentschap Sidoarjo van de provincie Oost-Java, Indonesië. Damarsi telt 4500 inwoners (volkstelling 2010).